# Lambula transcripta
Lambula transcripta là một loài bướm đêm thuộc phân họ Arctiinae, họ Erebidae.